# اشتباكات محافظة درعا (2011–13)
اشتباكات محافظة درعا (2011–13) هي سلسلة من الاشتباكات العسكرية بين الجيش العربي السوري والجيش السوري الحر في محافظة درعا في سوريا. بدأت في نوفمبر/تشرين الثاني 2011، بعد احتجاجات واسعة النطاق وقمع المتظاهرين في درعا استمرت مُنذ أبريل/نيسان 2011. وكانت الاشتباكات مستمرة كجزء من الحرب الأهلية السورية، إلى أن دخل وقف إطلاق النار الذي توسطت فيه الأمم المتحدة حيز التنفيذ في 14 نيسان/أبريل 2012. ومع ذلك، استمرت الاشتباكات مُنذ ذلك الحين.
وعلى الرغم من وجود بعض الاحتجاجات المدنية، فقد تم نشر مُراقبين من قبل الجامعة العربية في المنطقة، وادعى أحد المُراقبين بأنهُ شاهد قناصة أثناء الاحتجاجات. وقال المراقب في مُحادثة تم تصويرها ونشرها على الإنترنت: «رأينا قناصة، ورأيناهم بأم أعيننا.» واضاف «نطلب من السلطات أن ترفعهم فورًا. سنكون على اتصال مع الجامعة العربية في القاهرة. وإذا لم يرحل القناصة خلال 24 ساعة، ستكون هناك اجراءات أخرى.» وفي نفس اليوم، قُتل ما لا يقل عن 32 مدني برصاص أطلقتها القوات السورية على جموع المُتظاهرين في جميع أنحاء البلاد.

## الخط الزمني

### 2011
في 14 نوفمبر/تشرين الثاني، نصب المُنشقون عن الجيش السوري كمينًا لقوات الجيش بالقرب من الحدود الأردنية في محافظة درعا، مما أدى إلى اشتباكات عنيفة. استمرت الاشتباكات لمدة أربع ساعات. وذكر أحد الناشطون المعارضون بالقرب من بلدة خربة غزالة أنهُ شاهد ناقلتي جنود مُدرعتين مدمرتين وجثث 12 مدني. وأُبلغ عن مقتل ما يُقارب 23 مدني في المنطقة. ووفقًا لجماعة حقوقية مُعارضة، «قُتل 23 شخص برصاص قوات الأمن التي كانت مُتواجدة في الطريق بين بلدتي خربة غزالة والحراك.» كما قُتل في الاشتباكات 34 جندي و 12 منشق.
وفي 30 تشرين الثاني/نوفمبر، وقعت اشتباكات مرة أخرى عُندما حاولت قوات الأمن بقافلتهم شن هجوم على بلدة داعل، مما أسفر عن مقتل سبعة قتلى و 19 جريح عُندما تعرضت قافلتهم لإطلاق النار من قبل الجيش السوري الحر. ووفقًا لرئيس المرصد السوري لحقوق الإنسان، رامي عبد الرحمن، تم تفجير سيارتين من سيارات قوات الأمن.
وفي 5 ديسمبر/كانون الأول، وقعت اشتباكات مرة أخرى في المُحافظة، حيثُ قتل أربعة جنود (من بينهم ضابط) على أيدي مُنشقين من الجيش السوري.
وفي 11 ديسمبر/كانون الأول، احتدم القتال في قرية بصر الحرير، حيثُ كان المُنشقون يختبئون ويُهاجمون الإمدادات العسكرية. اشتبكت 12 مدرعة من الجيش مع المئات من المُنشقين العسكريين. أفادت التقارير على أن ثلاث دبابات عسكرية قد دُمرت أثناء القتال.
في ديسمبر/كانون الأول، أضرب المدنيون في درعا، احتجاجاً على الحكومة، وذكرت قناة الجزيرة في 11 ديسمبر/كانون الأول أنهم سمعوا تقارير تفيد بأن القوات أحرقت ما لا يقل عن 178 متجرًا ومحلاً تجاريًا في درعا في محاولة للانتقام من المدنيين الذين أغلقوا متاجرهم ومحلاتهم.
وفي 12 كانون الأول/ديسمبر، أفادت مصادر المُعارضة عن عمليات للجيش في محافظة درعا الجنوبية، بالقرب من الحدود الأردنية. وذكرت وكالة الأنباء السورية بأن ثلاثة من عناصر قوات الأمن قتلوا في اشتباك مع ما وصفتهم بـ«العصابة الإرهابية».
في 14 ديسمبر/كانون الأول، إصابة ثلاثة مُنشقين عن الجيش المناهض للنظام في اشتباكات مع قوات الأمن السورية في قرية الحراك في محافظة درعا.
في 15 ديسمبر/كانون الأول، اشتبك الجيش السوري الحر مع وحدات الجيش المُوالية وعناصر من جهاز الأمن في درعا، مما أدى إلى مقتل 27 شخصاً موالين وعدد غير معروف من الخسائر في صفوف الجيش السوري الحر. واندلعت الاشتباكات فجرًا عند ثلاث نُقاط تفتيش مُنفصلة في درعا.
في 20 كانون الأول/ديسمبر، قُتل 14 من أفراد قوات الأمن في المحافظة.
في 28 ديسمبر/كانون الأول، تجددت الاشتباكات في درعا مرة أخرى، أفاد المرصد السوري لحقوق الإنسان أن مُنشقين عن الجيش قتلوا ما لا يقل عن أربعة جنود من الجيش عبر كمين.

### 2012
حوالي 1 يناير/كانون الثاني، قُتل ستة مُتظاهرين برصاص قوات الأمن السورية.
في 4 يناير/كانون الثاني، قال المرصد السوري لحقوق الإنسان إنه بينما كان عشرات الجنود ينشقون عن قرية جاسم الجنوبية، تعرضوا لإطلاق النار من قوات الأمن في اشتباك أسفر عن مقتل ما لا يقل عن 18 جندياً حكومياً وعدداً غير معروف من الخسائر في صفوف الجيش السوري الحر. وقال المرصد إن قوات الأمن شنت فيما بعد غارات في المنطقة، واعتقلت أكثر من 100 شخص. كما أعلنت الحكومة السورية عن وقوع انفجار عبوة ناسفة استهدفت دورية شرطة في ريف درعا مما أسفر عن مقتل شرطي وجرح خمسة جنود.
وفي 6 كانون الثاني/يناير، ادعت الحكومة السورية أن رجالاً يرتدون الزي العسكري شنوا هجومًا على مركز شرطة صور في محافظة درعا. وقيل إن هذا الهجوم أسفر عن مقتل اثنين من رجال الشرطة وجرح ستة آخرين. وكان رئيس مركز الشرطة واحد من الذين قتلوا في الهجوم.
في 8 يناير، أفادت أنباء المرصد السوري لحقوق الإنسان عن مقتل 11 جنديًا سوريًا في اشتباكات عنيفة بين القوات الموالية والمعارضة للحكومة في درعا، إلى جانب إصابة 20 آخرين في قرية بصر الحرير. ثم قيل إن تسعة جنود انشقوا للانضمام إلى المعارضة. وفي نفس اليوم سُمع دوي تبادل نيران الرشاشات الثقيلة في بلدة داعل بريف درعا.
وفي 20 كانون الثاني/يناير، استمرت الاشتباكات، وزُعم أن «كبير الضباط» في مُحافظة درعا قد قُتل بعد أن اختطفته المعارضة.
وفي 26 كانون الثاني/يناير، قُتل ملازم في الجيش في درعا، وقتلت قوات الأمن الحكومية صبيًا يبلغ من العمر 14 عامًا.
في 27 يناير/كانون الثاني، قُتل ستة من أفراد قوات الأمن وجُرح خمسة آخرون في محافظة درعا على أيدي المُنشقين الذين نصبوا كمينًا لحافلتين كانتا تقلان أفراد الأمن.
وفي 31 كانون الثاني/يناير، هاجم جنود من فصائل المُعارضة حافلة صغيرة تقل ستة من ضباط الأمن في طريقهم للقيام باعتقالات في الحراك، بالقرب من درعا، مما أسفر عن مقتل جميع الركاب.
وفي 1 شباط/فبراير، أفادت وكالة سانا أن قوات الأمن قتلت 11 مسلحًا وأصابت اثنين بجروح في جنوب ضواحي درعا عندما هاجمت حافلة عسكرية، مما أسفر عن مقتل رقيب في الجيش وإصابة اثنين آخرين.
في 2 فبراير/شباط، أفادت وكالة سانا في مدينة درعا أن ثلاثة جنود، بينهم ضابط، قتلوا وأُصيب خمسة آخرون بجروح في إحدى ضواحي درعا.
وفي 3 شباط/فبراير، أفاد المرصد السوري لحقوق الإنسان بأن ثمانية جنود قتلوا في اشتباكات في محافظة درعا الجنوبية مع مقاتلين من الجيش السوري الحر. كما قتل جندي آخر في وقت سابق في قرية جاسم، في محافظة درعا أيضا.
وفي 9 فبراير/شباط، أفاد المرصد السوري لحقوق الإنسان عن مقتل سبعة جنود على الأقل وإصابة العشرات في كمين نصبه مقاتلو المعارضة بالقرب من بلدة درعا. وقال رامي عبد الرحمن لوكالة فرانس برس ان «قوات الامن كانت تسير على متن حافلتين عندما نصب الجنود المنشقون كمينا لهم على جسر».
في 11 و12 فبراير/شباط، قُتل ما لا يقل عن 22 مدنيًا و8 من مُقاتلي الجيش السوري الحر عندما قصفت الحكومة درعا بأسلحة ثقيلة، تُسمى «مسيفارا» حسبما أفاد نشطاء. كما أفادوا بأن الجيش اعتقل 90 شخص من السكان، بينهم أطفال، ورفض إعادة الجثث إلى أقاربهم.
وفي 14 فبراير/شباط، أفاد نشطاء بأن قوات الأمن قصفت بشدة بلدة الطيبة الجنوبية.
وفي 17 فبراير/شباط، أُعدم 12 جندياً منشقاً في جاسم، درعا، وفقاً لمصادر المعارضة.
وفي 24 فبراير/شباط، أفادت سانا أن ثلاثة من جنود الحكومة قتلوا وأصيب خمسة آخرون في منطقة السد في مدينة درعا.
في 26 فبراير، أفاد المرصد السوري لحقوق الإنسان أن ثلاثة من أفراد الأجهزة الأمنية قتلوا في مدينة درعا حيث استهدفت قوات الجيش السوري الحر مركبتهم، بينما قتل جنديان بالرصاص في قرية داعل أثناء قيامهم بتركيب مئذنة. وقتل أحد أفراد الأجهزة الأمنية بالرصاص وأصيب 4 آخرون بجروح عندما تعرضت سيارتهم لهجوم في مدينة نوى.
في 27 فبراير/شباط، 5 مُنشقون قُتلوا في محافظة درعا على يد جيش الأسد وفقاً لوسائل الإعلام الحكومية السورية.
وفي 28 فبراير/شباط، أفاد المرصد السوري لحقوق الإنسان أن خمسة جنود قتلوا في «داعل» في درعا.

الوضع في درعا، منتصف آذار/مارس 2012

وفي 3 آذار/مارس، قُتل ستة جنود وجُرح تسعة آخرون عندما هوجمت ناقلات جنود مدرعة وحافلات عسكرية بالقرب من درعا.
في 6 آذار/مارس، شن الجيش هجومًا على بلدة الحراك في درعا. وذكر المرصد السوري لحقوق الإنسان نقلاً عن السكان إن دخلت البلدة قوات عسكرية كبيرة، بما في ذلك الدبابات وناقلات الجنود المدرعة وشنوا هجومًا على الحراك. وسُمع دوي انفجارات ونيران مدافع رشاشات ثقيلة. استنكرت لجان التنسيق المحلية، وهي شبكة من النشطاء على الأرض القصف العنيف على الحراك الذي قالت إنه استهدف منازل ومساجد، فضلا عن عملية تفتيش شهدت قيام القوات بحرق المنازل ونهبها واعتقال عدد من المدنيين. وقاوم أفراد الجيش السوري الحر هذا الهجوم مما أسفر عن مقتل 5 جنود. أفاد المرصد السوري لحقوق الإنسان أن فتاة صغيرة قُتلت برصاص قناص حكومي في الحراك.
وفي 10 آذار/مارس، أفادت التقارير أن خمسة جنود لقوا حتفهم عُندما تعرضت ناقلة جنود مدرعة لهجوم في محافظة درعا.
وفي 13 مارس/آذار، قتل مُقاتلو الجيش السوري الحر 12 فردًا من قوات الأسد في هجوم في درعا، وفقاً للمرصد السوري لحقوق الإنسان.
في 14 مارس/آذار، اقتحم الجيش السوري درعا بـ150 عربة مُدرعة، على الرغم من وجود الجيش السوري الحر في المدينة أضعف بكثير مما كان عليه في حمص أو في إدلب، بحسب نشطاء. قُتل 7 منشقين من الجيش و13 مدنيًا في العملية التي قام بها الجيش.
في 21 مارس/آذار، أفادت سانا بمقتل عدد من المسؤولين الأمنيين والمدنيين في تفجير سيارة مفخخة في درعا. وقالت الوكالة بالإنجليزية إن «الانفجار تسبب في أضرار كبيرة في بعض المباني المحيطة وخلف وراءه حفرة طولها متران» ولكن دون ذكر أي حصيلة مُحددة للضحايا، في حين أفادت المرصد السوري لحقوق الإنسان أن جنديين قتلا في درعا في 20 مارس/آذار.
وفي 22 آذار/مارس، قُتل جندي في مدينة صيدا، وقُتل جنديان آخران في مكان آخر في محافظة درعا.
وفي 24 آذار/مارس، قُتل جندي في درعا.

### أبريل 2012 – أكتوبر 2012
وفي 4 نيسان/أبريل 2012، قتل الجيش السوري الحر في محافظة درعا جنديين.
وقُتل 5 جنود في 5 نيسان/أبريل في هجومين مختلفين.
في 15 أبريل/نيسان، أفادت وكالة سانا، وهي وسائل إعلام حكومية تُسيطر عليها الحكومة، بمقتل جنديين على طريق سريع وعن العثور على جثتي ضابطين في الجيش في ريف درعا.
وفي 17 نيسان/أبريل 2012، وعلى الرغم من اتفاق وقف إطلاق النار، قصفت القوات الحكومية مدينة بصر الحرير، وهي بلدة تسيطر عليها المعارضة، مما أسفر عن مقتل اثنين من المدنيين.
وفي 18 نيسان/أبريل 2012، أفادت سانا أن شرطياً قُتل بالرصاص في درعا.
في 20 أبريل/نيسان، أفادت سانا عن مقتل عشرة من أفراد قوات الأمن بسبب انفجار قنبلة على جانب الطريق في جنوب سوريا. وقُتل خمسة جنود آخرين في هجوم بالقنابل في قرية الكرك. زعمت وسائل الإعلام الحكومية أن القنبلة في الانفجار الأول كان حجمها أكثر من 100 كجم، وأن حافلة انفجرت في محافظة درعا. كما ذكرت وسائل الإعلام الرسمية أن مجموعة من الرجال هاجمت مركزاً للشرطة برشاشات، مما أدى إلى مقتل أحد أفراد قوات الأمن، وأحد ضباط الأمن في درعا.
وفي 23 نيسان/أبريل، أفادت سانا أن مقدمًا قُتل في كمين في ريف درعا.
في 27 أبريل/نيسان 2012، ذكرت وكالة سانا الإخبارية التي تديرها الدولة أن 21 جندياً من قوات الأمن قد لقوا حتفهم في غضون يومين في مدينة درعا. أولاً، زُعم أن رجالاً مسلحين قتلوا بالرصاص 15 من أفراد قوات الأمن في 25 نيسان/أبريل. ثُم في 27 نيسان/أبريل، أطلقوا النار على 6 أفراد آخرين وقُتلوا.
وفي 2 مايو/أيار، وفقاً لوكالة الأنباء السورية، وهي وسائل إعلام تُسيطر عليها الحكومة، بأن أسفر انفجار على الطريق السريع عن مقتل جندي، وقُتل شرطي في إطلاق نار في وسط درعا. وفي الوقت نفسه، تم الإبلاغ أيضا عن مقتل اثنين من كبار الضباط.
وفي 15 مايو/أيار، أفادت التقارير بأن اشتباكات عنيفة وقعت بين الجيش والمُنشقين في درعا، مما أدى إلى مقتل خمسة جنود ومدنيين اثنين بحلول نهاية اليوم.
وفي 16 مايو/أيار، أفادت وسائل الإعلام الرسمية أن اثنين من أفراد قوات الأمن قُتلا في انفجارين وإطلاق نار. أحدهم كان ضابطًا.

الوضع في مدينة درعا مُنتصف أغسطس/آب 2012.

وفي 2 حزيران/يونيو، أفادت التقارير بمقتل ستة جنود في درعا.
في 9 يونيو/حزيران، أفادت التقارير أن الجيش السوري قتل ما لا يقل عن 17 مدنيًا، من بينهم نساء وأطفال أثناء القتال في درعا، بحسب نشطاء.
وفي 10 يونيو/حزيران، أفادت التقارير أن مُقاتلي المعارضة كانوا يُسيطرون على درعا.
في 16 يونيو/حزيران، قالت وسائل الإعلام الرسمية إن ثلاثة من مُقاتلي المعارضة قُتلوا في ريف درعا عُندما حاولوا مهاجمة نقطة تفتيش، في حين قُتل اثنان آخران في اليوم التالي على يد الجيش السوري الذي يُزعم أنه صادر 3 مسدسات وآلات و8 عبوات ناسفة.
وفي 28 يونيو/حزيران، قُتل 17 من فصائل المُعارضة وأُلقي القبض على 13 آخرين، حسبما ذكرت وكالة سانا. وفي 3 أغسطس/آب، قُتل 16 مُقاتل من المُعارضة بنيران مروحية قرب درعا.
في 16 سبتمبر/أيلول 2011، أفادت وسائل الإعلام السورية التي تُديرها الدولة، أن أحد ضباط الشرطة قُتل وأُصيب أربعة آخرون عندما أُطلق عليهم الرصاص في قرية بصر الحرير بمحافظة درعا.
في 29 سبتمبر/أيلول، زعمت لجان التنسيق المحلية أن مُقاتلي الجيش السوري الحر نفذوا هجومًا ناجحًا على موقع حكومي للدفاع الجوي في بلدة الغارية الغربية.
في 13 أكتوبر/تشرين الأول 2011، قال المرصد السوري لحقوق الإنسان إن ستة جنود واثنين من المُنشقين من الجيش، ومدني واحد قُتلوا في الاشتباكات في بلدة الحارة الجنوبية.

### نوفمبر 2012 – ديسمبر 2012
وفي 10 نوفمبر/تشرين الثاني، ضرب هجومان انتحاريان بسيارة مفخخة نادي ضباط الجيش السوري في درعا، مما أسفر عن مقتل ما لا يقل عن 20 جندياً، كما أبلغت وكالة سانا عن الهجوم ولكنها لم تشر إلى وقوع إصابات.
وفي 18 كانون الأول/ديسمبر، اقتحمت فصائل المُعارضة قاعدة اللواء 34 التابع للجيش السوري بالقرب من درعا، واستولت على عدة دبابات.
وفي 30 كانون الأول/ديسمبر، قُتل 6 أشخاص جراء قصف القوات الجوية لبلدة كفرنبودا، من بينهم طفلان وامراتين؛ وعدد كبير من المُصابين بجروح خطيرة. ومقتل مدني واحد في قصف بلدة طيبة الإمام.